# Тетрагидроксомагнезиат натрия
Тетрагидроксомагнезиат натрия — неорганическое соединение,
комплексный гидроксид натрия и магния
с формулой Na2[Mg(OH)4],
бесцветные кристаллы,
разлагается в воде.

## Получение
- Растворение гидроксида магния в концентрированном растворе гидроксида натрия:

{\displaystyle {\mathsf {2NaOH+Mg(OH)_{2}\ {\xrightarrow {100^{o}C}}\ Na_{2}[Mg(OH)_{4}]}}}

## Физические свойства
Тетрагидроксомагнезиат натрия образует бесцветные кристаллы, разлагаемые водой и спиртами.